# Pjesma Eurovizije 1972.
Eurovizija 1972. je bila 17. Eurovizija održana 25. ožujka 1972. u Usher Hallu, Edinburgh, Ujedinjeno Kraljevstvo. Domaćin ove godine je trebao biti Monako, ali nije mogao organizirati financijski natjecanje, a i nije imao dvoranu gdje bi se natjecanje moglo održati. Najprije je za domaćina bila predložena Francuska, ali je na kraju natjecanje preuzeo BBC Scotland, a natjecanje se prvi put održalalo izvan Londona, a da je BBC bio domaćin. Voditeljica je bila Moira Shearer. Dirigent je bio David Mackay. 
Irska je po prvi put pjevala na irskom.
Pobijedio je Luksemburg s pjesmom "Après toi" koju je pjevala Vicky Leandros. Ovo je treća pobjeda Luksemburga na Euroviziji. 

## Rezultati
| Broj | Zemlja                 | Jezik       | Pjevač                            | Pjesma                          | Pozicija | Bodovi |
| ---- | ---------------------- | ----------- | --------------------------------- | ------------------------------- | -------- | ------ |
| 1    | Njemačka               | njemački    | Mary Roos                         | "Nur die Liebe läßt uns leben"  | 3.       | 107    |
| 2    | Francuska              | francuski   | Betty Mars                        | "Comé-comédie"                  | 11.      | 81     |
| 3    | Irska                  | irski       | Sandie Jones                      | "Ceol an Ghrá"                  | 15.      | 72     |
| 4    | Španjolska             | španjolski  | Jaime Morey                       | "Amanece"                       | 10.      | 83     |
| 5    | Ujedinjeno Kraljevstvo | engleski    | The New Seekers                   | "Beg, Steal or Borrow"          | 2.       | 114    |
| 6    | Norveška               | norveški    | Grethe Kausland and Benny Borg    | "Småting"                       | 14.      | 73     |
| 7    | Portugal               | portugalski | Carlos Mendes                     | "A festa da vida"               | 7.       | 90     |
| 8    | Švicarska              | francuski   | Veronique Mueller                 | "C'est le chanson de mon amour" | 8.       | 88     |
| 9    | Malta                  | malteški    | Helen i Joseph                    | "L-Imħabba"                     | 18.      | 48     |
| 10   | Finska                 | finski      | Päivi Paunu i Kim Floor           | "Muistathan"                    | 12.      | 78     |
| 11   | Austrija               | njemački    | The Milestones                    | "Falter im Wind"                | 5.       | 100    |
| 12   | Italija                | talijanski  | Nicola Di Bari                    | "I giorni dell'arcobaleno"      | 6.       | 92     |
| 13   | Jugoslavija            | hrvatski    | Tereza Kesovija                   | "Muzika i ti"                   | 9.       | 87     |
| 14   | Švedska                | švedski     | Family Four                       | "Härliga sommardag"             | 13.      | 75     |
| 15   | Monako                 | francuski   | Anne-Marie Godart i Peter MacLane | "Comme on s'aime"               | 16.      | 65     |
| 16   | Belgija                | francuski   | Serge i Christine Ghisoland       | "À la folie ou pas du tout"     | 17.      | 55     |
| 17   | Luksemburg             | francuski   | Vicky Leandros                    | "Après toi"                     | 1.       | 128    |
| 18   | Nizozemska             | nizozemski  | Sandra i Andres                   | "Als het om de liefde gaat"     | 4.       | 106    |

| Pjesma Eurovizije | Pjesma Eurovizije |
| --- | ----------------- |
| |                   |
| 01956. • 1957. • 1958. • 1959. • 1960. 1961. • 1962. • 1963. • 1964. • 1965. • 1966. • 1967. • 1968. • 1969. • 1970. 1971. • 1972. • 1973. • 1974. • 1975. • 1976. • 1977. • 1978. • 1979. • 1980. 1981. • 1982. • 1983. • 1984. • 1985. • 1986. • 1987. • 1988. • 1989. • 1990. 1991. • 1992. • 1993. • 1994. • 1995. • 1996. • 1997. • 1998. • 1999. • 2000. 2001. • 2002. • 2003. • 2004. • 2005. • 2006. • 2007. • 2008. • 2009. • 2010. 2011. • 2012. • 2013. • 2014. • 2015. • 2016. • 2017. • 2018. • 2019. • 2020. 2021. • 2022. • 2023. • 2024. • 2025. |                   |

| Pjesma Eurovizije | Pjesma Eurovizije |
| --- | ----------------- |
| |                   |
| 01956. • 1957. • 1958. • 1959. • 1960. 1961. • 1962. • 1963. • 1964. • 1965. • 1966. • 1967. • 1968. • 1969. • 1970. 1971. • 1972. • 1973. • 1974. • 1975. • 1976. • 1977. • 1978. • 1979. • 1980. 1981. • 1982. • 1983. • 1984. • 1985. • 1986. • 1987. • 1988. • 1989. • 1990. 1991. • 1992. • 1993. • 1994. • 1995. • 1996. • 1997. • 1998. • 1999. • 2000. 2001. • 2002. • 2003. • 2004. • 2005. • 2006. • 2007. • 2008. • 2009. • 2010. 2011. • 2012. • 2013. • 2014. • 2015. • 2016. • 2017. • 2018. • 2019. • 2020. 2021. • 2022. • 2023. • 2024. • 2025. |                   |